# Patronato (Santa Maria)
Patronato (pronunciación portuguesa: [patr'on'atu], ‘empleadores’) es un barrio del distrito de Sede, en el municipio de Santa Maria, en el estado brasileño de Río Grande del Sur. Está situado en el centro-oeste de Santa Maria.

## Villas
El barrio contiene las siguientes villas: Parque Residencial Padre Caetano, Patronato, Vila Dois de Novembro, Vila Guarani, Vila Plátano.

## Galería de fotos

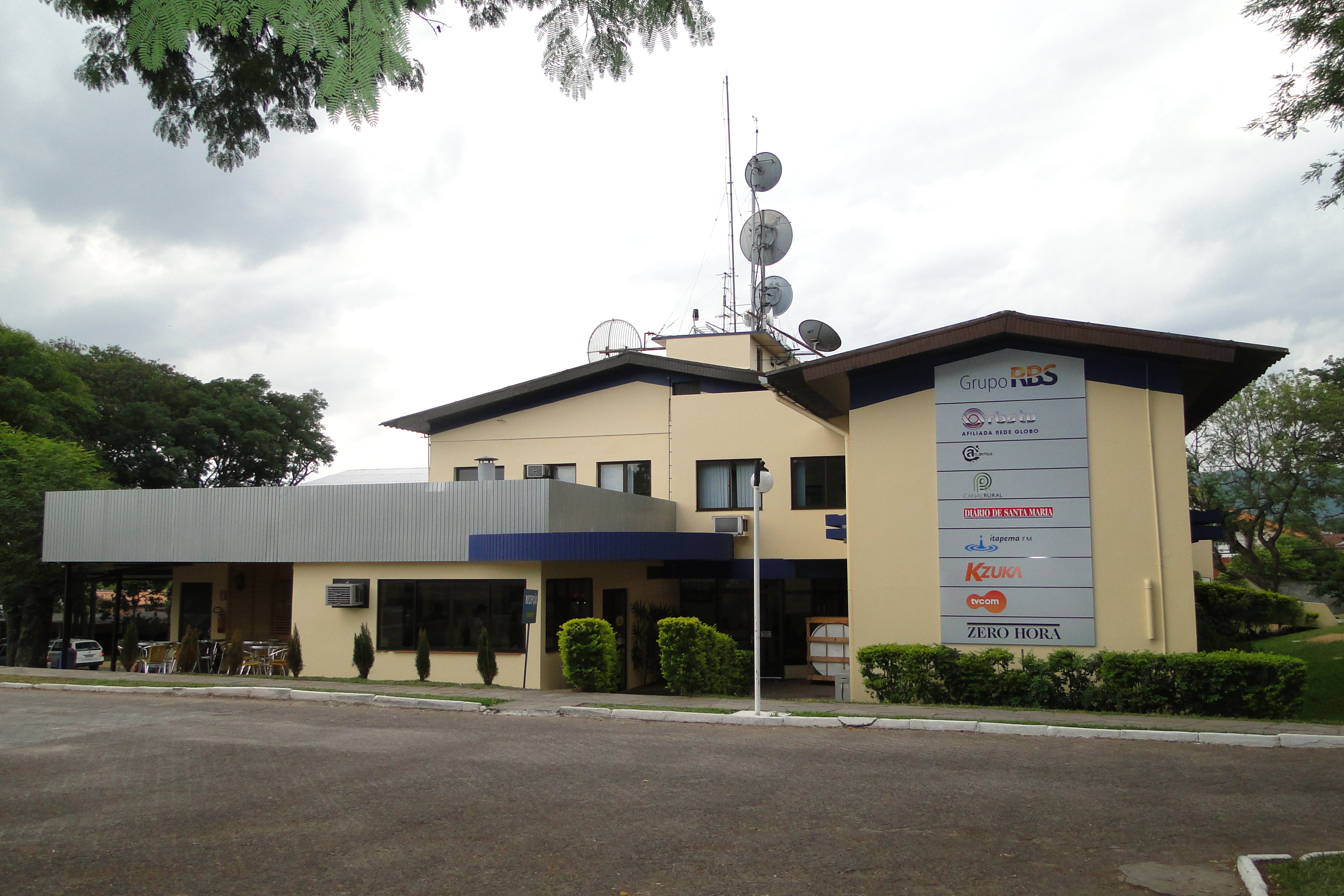
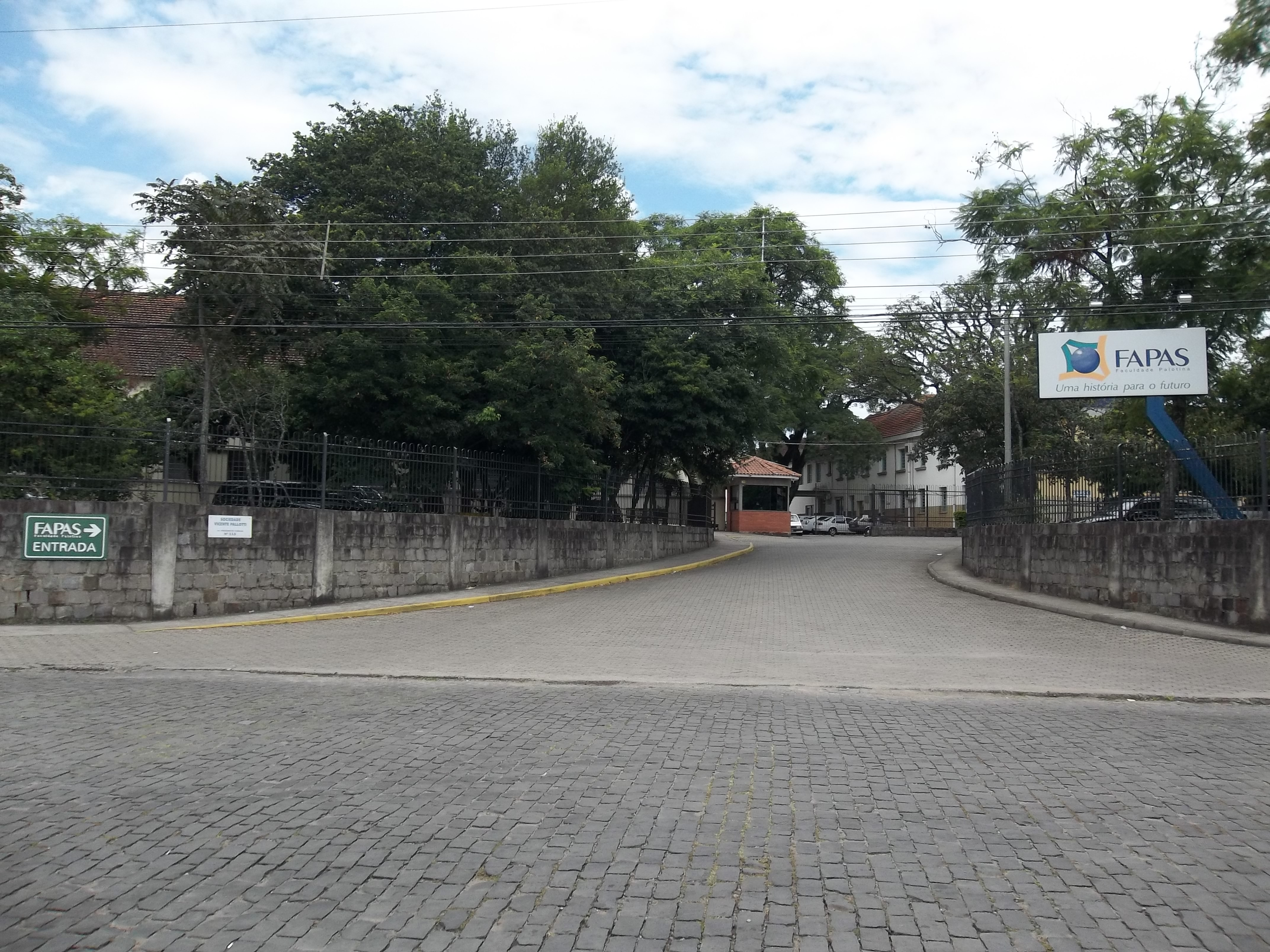
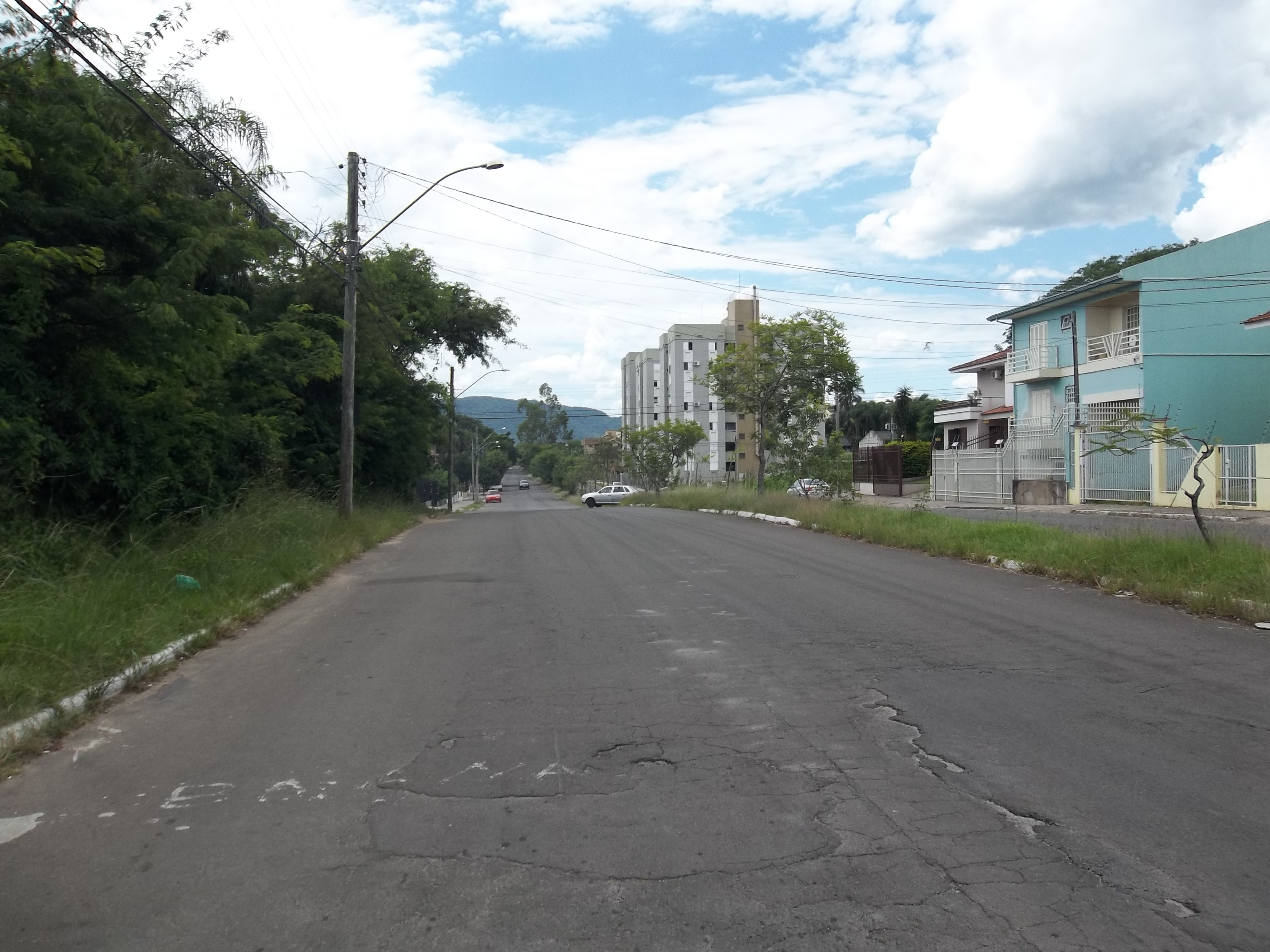

| Noroeste: Noal Juscelino Kubitschek | Norte: Noal               | Nordeste: Noal                                |
| Oeste: Juscelino Kubitschek         |                           | Este: Nossa Senhora de Fátima Duque de Caxias |
| Suroeste: Renascença                | Sur: Renascença/ Urlândia | Sureste: Duque de Caxias                      |